# Robert Murić
Robert Murić (Varaždin, 12 maart 1996) is een Kroatische voetballer die bij voorkeur als rechtsbuiten speelt. Hij verruilde in januari 2019 SC Braga voor HNK Rijeka.

## Clubcarrière

### Ajax
Murić speelde in de jeugdopleiding van Dinamo Zagreb. Op 18 juni 2014 meldde AFC Ajax dat het Murić transfervrij had overgenomen van het Kroatische GNK Dinamo Zagreb. GNK Dinamo Zagreb meende echter dat Murić nog een contract had en daarom geen transfervrije status had. De Kroatische bond gaf hem daarom niet vrij waardoor Murić nog niet speelgerechtigd was voor Ajax. De FIFA gaf de KNVB op 25 juli 2014 toestemming om Murić te registreren als speler van Ajax. Murić werkte vervolgens op 29 juli 2014 zijn eerste training af bij (Jong) Ajax. Murić werd door trainer Frank de Boer opgenomen in de A-selectie en kreeg rugnummer 18 toegewezen.
Murić maakte op 22 augustus 2014 zijn debuut in het betaald voetbal voor Jong Ajax in de Eerste divisie thuiswedstrijd tegen FC Volendam die met 5-0 werd verloren. Hij verving in de 59e minuut Queensy Menig. Op 26 september 2014 scoorde Murić zijn eerste officiële doelpunt in het betaald voetbal voor Jong Ajax in de Eerste divisie uitwedstrijd tegen FC Emmen die eindigde in 2-2. Murić speelde vervolgens ook mee met de Ajax A1 in de UEFA Youth League, en later ook in de competitie met de A1. Op 4 juli 2015 maakte Murić zijn officieus debuut voor Ajax in een vriendschappelijke wedstrijd tegen Dinamo Moskou (2–2) ter afsluiting van het trainingskamp in Oostenrijk. Murić verving na rust Lasse Schöne. Voor de wedstrijd tegen Excelsior in februari 2016 maakte Murić zijn debuut in de wedstrijdselectie van de A-selectie. Trainer Frank de Boer gaf hierbij aan dat Murić al een tijdje op de deur aan het kloppen was en dat hij hem hiermee wou belonen. In de wedstrijd tegen Excelsior op 21 februari 2016 mocht hij zijn officiële debuut maken voor Ajax. Hij verving na 82 minuten spelen Anwar El Ghazi en gaf kort na zijn invalbeurt de assist op de 3–0 van Davy Klaassen. Dit was eveneens de eindstand van de wedstrijd.

### Verhuur aan Pescara
Op 22 augustus 2016 werd bekend dat Murić voor één seizoen verhuurd zou worden aan Pescara. In de huurovereenkomst was tevens een optie tot koop opgenomen.. Murić speelde vijf wedstrijden voor Pescara en trof eenmaal doel. Pescara besloot de optie tot koop niet te lichten, Murić keerde terug naar Ajax en sloot daar aan bij Jong Ajax.

### SC Braga
Op 31 augustus 2017 maakte Robert Muric de overstap van Ajax naar SC Braga, waar hij een contract tekende voor 5 jaar.. Hij speelde bij Braga voor het tweede elftal en wist zijn debuut in het eerste elftal niet te maken.

### HNK Rijeka
Op 4 februari 2019 werd bekend dat Muric SC Braga verlaat en terugkeert naar zijn vaderland Kroatië. Hij heeft bij HNK Rijeka een contract getekend tot medio 2021, met een optie tot verlenging van nog 1 jaar.

## Clubstatistieken
Beloften
| Seizoen | Club       |                    | Competitie     | Competitie | Competitie |
| Seizoen | Club       | Wed.               | Competitie     | Dlp.       |            |
| ------- | ---------- | ------------------ | -------------- | ---------- | ---------- |
| 2014/15 | Jong Ajax  | Vlag van Nederland | Eerste divisie | 17         | 4          |
| 2015/16 | Jong Ajax  | Vlag van Nederland | Eerste divisie | 28         | 8          |
| 2016/17 | Jong Ajax  | Vlag van Nederland | Eerste divisie | 1          | 1          |
| 2017/18 | Jong Ajax  | Vlag van Nederland | Eerste divisie | 2          | 2          |
| 2017/18 | SC Braga B | Vlag van Portugal  | Segunda Liga   | 8          | 0          |
| 2018/19 | SC Braga B | Vlag van Portugal  | Segunda Liga   | 10         | 2          |
| Totaal  | Totaal     | Totaal             | Totaal         | 66         | 17         |

Senioren
| Seizoen         | Club             |                    | Competitie      | Competitie | Competitie | Beker | Beker | Internationaal | Internationaal | Overig | Overig | Totaal | Totaal |
| Seizoen         | Club             | Wed.               | Competitie      | Dlp.       | Wed.       | Dlp.  | Wed.  | Dlp.           | Wed.           | Dlp.   | Wed.   | Dlp.   |        |
| --------------- | ---------------- | ------------------ | --------------- | ---------- | ---------- | ----- | ----- | -------------- | -------------- | ------ | ------ | ------ | ------ |
| 2015/16         | Ajax             | Vlag van Nederland | Eredivisie      | 2          | 0          | 0     | 0     | 0              | 0              | —      | —      | 2      | 0      |
| 2016/17         | → Pescara (huur) | Vlag van Italië    | Serie A         | 5          | 1          | 1     | 0     | —              | —              | —      | —      | 6      | 1      |
| 2017/18         | SC Braga         | Vlag van Portugal  | Primeira Liga   | 0          | 0          | 0     | 0     | 0              | 0              | —      | —      | 0      | 0      |
| 2018/19         | SC Braga         | Vlag van Portugal  | Primeira Liga   | 0          | 0          | 0     | 0     | 0              | 0              | —      | —      | 0      | 0      |
| 2018/19         | HNK Rijeka       | Kroatië            | 1.HNL           | 16         | 3          | 1     | 1     | 0              | 0              | 0      | 0      | 17     | 4      |
| 2019/20         | HNK Rijeka       | Kroatië            | 1.HNL           | 24         | 6          | 3     | 3     | 3              | 1              | 0      | 0      | 30     | 10     |
| 2020/21         | HNK Rijeka       | Kroatië            | 1.HNL           | 30         | 8          | 3     | 3     | 5              | 1              | 0      | 0      | 38     | 12     |
| 2021/22         | HNK Rijeka       | Kroatië            | 1.HNL           | 30         | 11         | 4     | 1     | 3              | 0              | 0      | 0      | 37     | 12     |
| 2022/23         | Konyaspor        | Turkije            | Süper Lig       | 4          | 0          | 0     | 0     | 4              | 1              | 0      | 0      | 8      | 1      |
| Carrière totaal | Carrière totaal  | Carrière totaal    | Carrière totaal | 111        | 29         | 12    | 8     | 15             | 3              | 0      | 0      | 138    | 40     |

Bijgewerkt tot en met 29 augustus 2022.

## Interlandcarrière

### Jeugdelftallen
Murić debuteerde op 21 februari 2012 als jeugdinternational voor Kroatië onder 16 jaar. Voor dit elftal speelde hij totaal negen wedstrijden waarin hij één keer trefzeker was. Later dat jaar maakte Murić zijn debuut voor Kroatië onder 17 jaar waarmee hij zich wist te kwalificeren voor het EK in 2013 voor spelers onder 17 jaar. Murić eindigde op dit EK in de groepsfase op de derde plaats wat kwalificatie voor het WK voor spelers onder 17 betekende dat in oktober van 2013 werd gehouden. Op dit WK eindigde Murić opnieuw in de groepsfase op de derde plaats. Murić was op zowel het EK als WK eenmaal trefzeker en speelde alle wedstrijden mee. Voorafgaand aan dit WK speelde Murić zijn enige wedstrijd voor Kroatië onder 18 jaar. In 2015 maakte Murić nog zijn opwachting voor Kroatië onder 19 waarmee hij drie kwalificatiewedstrijden voor het EK in 2015 speelde.
| Jeugdinterlands van Robert Murić | Jeugdinterlands van Robert Murić | Jeugdinterlands van Robert Murić | Jeugdinterlands van Robert Murić | Jeugdinterlands van Robert Murić | Jeugdinterlands van Robert Murić |
| Team (№ interlands)              | Datum                            | Wedstrijd                        | Uitslag                          | Soort Wedstrijd                  | Doelpunten                       |
| Als speler bij Dinamo Zagreb     | Als speler bij Dinamo Zagreb     | Als speler bij Dinamo Zagreb     | Als speler bij Dinamo Zagreb     | Als speler bij Dinamo Zagreb     | Als speler bij Dinamo Zagreb     |
| -------------------------------- | -------------------------------- | -------------------------------- | -------------------------------- | -------------------------------- | -------------------------------- |
| Onder 16 (1.)                    | 21 februari 2012                 | Kroatië – Montenegro             | 4 – 0                            | Vriendschappelijk                |                                  |
| Onder 16 (2.)                    | 23 februari 2012                 | Kroatië – Montenegro             | 1 – 0                            | Vriendschappelijk                |                                  |
| Onder 16 (3.)                    | 22 maart 2012                    | Kroatië – Slovenië               | 2 – 0                            | Vriendschappelijk                |                                  |
| Onder 16 (4.)                    | 25 april 2012                    | Kroatië – Montenegro             | 3 – 0                            | Vriendschappelijk                |                                  |
| Onder 16 (5.)                    | 26 april 2012                    | Kroatië – Finland                | 2 – 0                            | Vriendschappelijk                |                                  |
| Onder 16 (6.)                    | 28 april 2012                    | Kroatië – Italië                 | 4 – 2                            | Vriendschappelijk                |                                  |
| Onder 16 (7.)                    | 29 april 2012                    | Kroatië – Mexico                 | 1 – 0                            | Vriendschappelijk                |                                  |
| Onder 16 (8.)                    | 19 juni 2012                     | Kroatië – Servië                 | 1 – 0                            | Vriendschappelijk                | 1'                               |
| Onder 16 (9.)                    | 20 juni 2012                     | Kroatië – Bosnië en Herzegovina  | 2 – 0                            | Vriendschappelijk                |                                  |
| Onder 17 (1.)                    | 25 september 2012                | Kroatië – Hongarije              | 4 - 1                            | Vriendschappelijk                |                                  |
| Onder 17 (2.)                    | 27 september 2012                | Hongarije – Kroatië              | 3 - 1                            | Vriendschappelijk                |                                  |
| Onder 17 (3.)                    | 14 oktober 2012                  | Kroatië – Israël                 | 4 – 2                            | Kwalificatie EK 2013             |                                  |
| Onder 17 (4.)                    | 16 oktober 2012                  | Kazachstan – Kroatië             | 0 – 2                            | Kwalificatie EK 2013             |                                  |
| Onder 17 (5.)                    | 19 oktober 2012                  | Kroatië – Turkije                | 4 – 3                            | Kwalificatie EK 2013             | 13'                              |
| Onder 17 (6.)                    | 5 mei 2013                       | Kroatië – Italië                 | 0 – 0                            | EK 2013                          |                                  |
| Onder 17 (7.)                    | 8 mei 2013                       | Rusland – Kroatië                | 0 – 0                            | EK 2013                          |                                  |
| Onder 17 (8.)                    | 11 mei 2013                      | Oekraïne – Kroatië               | 1 – 2                            | EK 2013                          | 77'                              |
| Onder 17 (9.)                    | 14 juli 2013                     | Kroatië – Verenigde Staten       | 2 – 4                            | Vriendschappelijk                | 59'                              |
| Onder 17 (10.)                   | 15 juli 2013                     | Kroatië – Japan                  | 1 – 0                            | Vriendschappelijk                | 9'                               |
| Onder 18 (1.)                    | 12 oktober 2013                  | Kroatië – Brazilië               | 1 – 1                            | Vriendschappelijk                |                                  |
| Onder 17 (11.)                   | 18 oktober 2013                  | Kroatië – Marokko                | 1 – 3                            | WK 2013                          | 59'                              |
| Onder 17 (12.)                   | 21 oktober 2013                  | Kroatië – Panama                 | 1 – 0                            | WK 2013                          |                                  |
| Onder 17 (13.)                   | 24 oktober 2013                  | Oezbekistan – Kroatië            | 2 – 1                            | WK 2013                          |                                  |
| Als speler bij Ajax              |                                  |                                  |                                  |                                  |                                  |
| Onder 19 (1.)                    | 26 maart 2015                    | Italië – Kroatië                 | 2 – 2                            | Kwalificatie EK 2015             |                                  |
| Onder 19 (2.)                    | 78 maart 2015                    | Kroatië – Oostenrijk             | 0 – 2                            | Kwalificatie EK 2015             |                                  |
| Onder 19 (3.)                    | 31 maart 2015                    | Schotland – Kroatië              | 1 – 1                            | Kwalificatie EK 2015             |                                  |